# Colline de la Trousse
La colline de la Trousse est une colline située sur la commune de La Ravoire, à proximité de Barberaz et Saint-Alban-Leysse, dans l'agglomération de Chambéry. Géographiquement, elle se situe à la jonction entre la trouée des Marches et la cluse de Chambéry, entre les massifs de la Chartreuse et des Bauges.
Majoritairement composée de pâtures, elle présente aussi quelques habitations pavillonnaires et se situe en partie en zone agricole protégée.

## Toponymie
La colline a donné son nom au carrefour de la Trousse qui se situe tout au nord de celle-ci, ainsi qu'au parc relais attenant.

## Géographie

### Situation
La colline est en partie bordée par plusieurs infrastructures : l'avenue du mont Saint-Michel (Barberaz) à l'ouest, la VRU parallèle à la ligne de Culoz à Modane, l'Albanne, l'avenue Verte Sud et la D 201 au sud-ouest, la D 1006 parallèle à la Leysse et la voie verte de la Leysse au nord, la D 1006 également au nord-est et l'avenue du Pré-Renaud au sud-est.

### Géologie
Géologiquement, il s'agit d'« une butte de calcaires roux avec quelques dépôts glaciaires ». Elle s'inscrit déjà dans les contreforts de la Chartreuse.